# Athienville
Athienville je francouzská obec v departementu Meurthe-et-Moselle v regionu Grand Est. V roce 2013 zde žilo 178 obyvatel.

## Poloha obce
Sousední obce jsou: Arracourt, Bathelémont, Bezange-la-Grande, Hoéville, Serres a Valhey.

## Vývoj počtu obyvatel
Počet obyvatel